# Maria Szymanowska
Maria Szymanowska, nome alla nascita Marianna Agata Wołowska, ('marja-szyma'nofska; Varsavia, 14 dicembre 1789 – San Pietroburgo, 25 luglio 1831), è stata una pianista e compositrice polacca e una delle prime pianiste virtuose
professioniste del XIX secolo. Fece un lungo tour in tutta Europa, specialmente negli anni '20 del 1800, prima di stabilirsi definitivamente a San Pietroburgo. Nella capitale imperiale russa compose per la corte, tenne concerti, insegnò musica e gestì un importante sala da concerti.
Le sue composizioni, in gran parte pezzi per pianoforte, canzoni e altre piccole opere da camera, così come i primi concerti per pianoforte e notturni in Polonia, presentano lo stile brillante dell'epoca antecedente Fryderyk Chopin. Era la madre di Celina Szymanowska, che sposò il poeta romantico polacco Adam Mickiewicz.

## Biografia
Marianna Agata Wołowska nacque a Varsavia, in Polonia, il 14 dicembre 1789 in una prospera famiglia polacca con radici frankiste, uno dei suoi antenati era Salomon Ben Elijah (o Jacob ben Judah Leib/Jacob Leibowicz), l'assistente personale di Jacob Frank. Suo padre Franciszek Wołowski era un proprietario di case e un birraio. Sua madre Barbara Wołowska (nata Lanckorońska) proveniva da una nobile famiglia polacca, i Lanckoroński. La storia dei suoi primi anni e in particolare dei suoi studi musicali è incerta; sembra aver studiato pianoforte con Antoni Lisowski e Tomasz Gremm e composizione con Franciszek Lessel, Józef Elsner e Karol Kurpiński. Diede i suoi primi concerti pubblici a Varsavia e Parigi nel 1810.
Nello stesso anno sposò Józef Szymanowski (morto nel 1832), con cui ebbe tre figli mentre viveva in Polonia: Helena (1811-61), che sposò l'avvocato polacco Franciszek Malewski e due gemelli Celina (1812-55), che sposò Adam Mickiewicz e Romuald (1812-40), che divenne ingegnere. I bambini rimasero con Maria dopo la sua separazione da Szymanowski nel 1820. Il matrimonio si concluse con un divorzio.
Maria Szymanowska morì di colera durante l'epidemia dell'estate 1831 a San Pietroburgo.
Si presume che non sia collegata a Karol Szymanowski, considerato il più famoso compositore polacco del XX secolo.

## Carriera pianistica

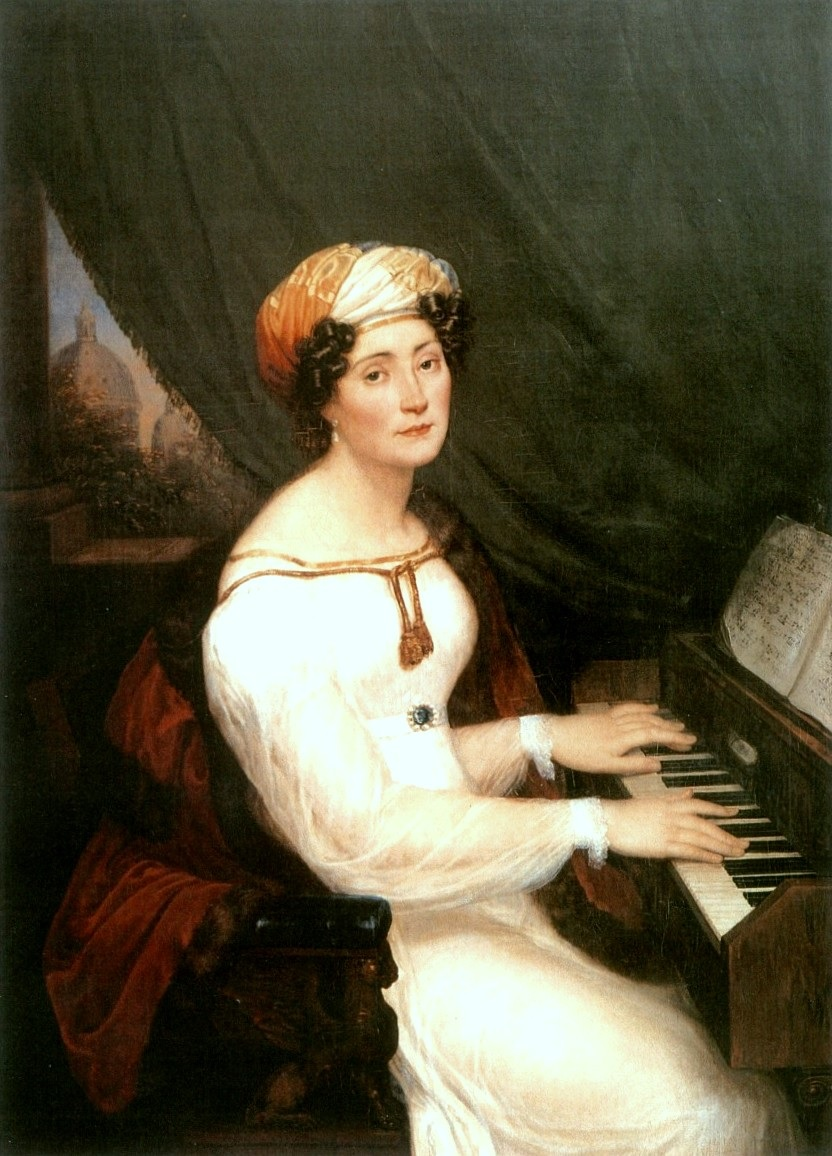
Maria Szymanowska al piano; ritratto di Aleksander Kokular

La sua carriera di pianista professionista iniziò nel 1815, con esibizioni in Inghilterra nel 1818, un tour dell'Europa occidentale 1823-1826, comprese esibizioni pubbliche e private in Germania, Francia, Inghilterra (in molte occasioni), Italia, Belgio e Olanda. Un certo numero di queste esibizioni fu dato in privato per i reali; nella sola Inghilterra, nel 1824, il suo programma di spettacoli comprendeva concerti alla Royal Philharmonic Society (18 maggio 1824), all'Hanover Square Rooms (con membri della famiglia reale presenti, 11 giugno 1824) e altre esibizioni per diversi duchi inglesi.
Il suo modo di suonare era accolto molto bene dalla critica e dal pubblico, guadagnandole una reputazione per il tono delicato, il senso lirico del virtuosismo e la libertà operistica. Fu una delle prime virtuose del pianoforte professionista nell'Europa del XIX secolo e una delle prime pianiste ad esibirsi in pubblico in un repertorio a memoria, un decennio prima di Franz Liszt e Clara Wieck-Schumann. Dopo anni di tournée tornò a Varsavia per un certo periodo di tempo prima di trasferirsi all'inizio del 1828, prima a Mosca e poi a San Pietroburgo, dove fu la pianista di corte dell'imperatrice di Russia Alexandra Feodorovna.

## Composizioni
Maria Szymanowska compose circa 100 pezzi per pianoforte. Come molte donne compositrici del suo tempo scrisse prevalentemente musica per gli strumenti a cui aveva accesso, compresi molti pezzi per pianoforte solista e miniature, canzoni e alcune opere da camera. Il suo lavoro è tipicamente etichettato, stilisticamente, come parte dello stile pre-romantico in forma brillante e del sentimentalismo polacco. Lo studioso della Szymanowska, Sławomir Dobrzański, descrive il suo modo di suonare e il suo significato storico come segue:
Mentre gli studiosi hanno discusso sulla portata della sua influenza sul suo compatriota Chopin, la sua carriera di pianista e compositrice prefigura in modo sorprendente la propria e più ampia tendenza nell'Europa del XIX secolo del pianista virtuoso/compositore, le cui abilità come pianista espandono le sue capacità tecniche come compositore.

### Lista composizioni
Questa lista è divisa in tre sezioni: Lavori pubblicati, Lavori non pubblicati, Attribuzione incerta, frammenti, arrangiamenti. I lavori pubblicati e non pubblicati sono ulteriormente suddivisi in lavori per tastiera solista, lavori per voce e accompagnamento di pianoforte e lavori da camera. Sono indicate le date sicure o approssimative dei lavori pubblicati.

#### Lavori pubblicati

##### Lavori per tastiera solista
- Caprice sur la Romance de Joconde (et l’on revient toujours) pour le pianoforte (1819)
- Cotillon ou Valse Figurée pour le piano [1824]
- Danse polonaise: pour le piano dédié à Monsieur Baillot (c.1825)
- Dix-huit Danses de différent genre pour le piano-forte (1819)
- Douze exercices: pour le piano (c.1825)
- Fantaisie pour le Pianoforte (c.1820)
- Grande Valse pour le pianoforte à quatre mains (c.1820)
- Le Murmure Nocturne pour le piano composé et arrangé à trios mains in A flat (c.1819)
- Nocturne in B flat (1852)
- Polonaise pour le pianoforte sur l’air national favori du feu Prince Joseph Poniatowsky (1820)
- Polonese (1825)
- Romance de Monsieur le Prince Alexander Galitzin arrangée pour le Pianoforte (c.1820)
- Six Marches pour le pianoforte (c.1819)
- Six Menuets Pour le pianoforte (1819)
- Six valses a trois mains pour le Piano Forte [1832]
- Twenty-four Mazurkas, or National Polish Dances (1826)
- Valses à trois mains pour le piano forte (c.1820)
- Vingt Exercices et Préludes pour le pianoforte (1819)

##### Lavori per voce e accompagnamento di pianoforte
- Complainte d’un aveugle qui demandait l’aumône au Jardin des plantes à Paris (c.182?)
- Jadwiga, królowa polska (1816)
- Jan Albrycht (1816)
- Duma o kniaziu Michale Glińskim (1816)
- Le chant de la Vilia (1829)
- Le Départ. Romance (paroles de Cervantes, traduites par Florian) mise en Musique (1819)
- Pieśń z Wieży (1828)
- Romance à Josephine [n.d.]
- Se spiegar potessi oh Dio [n.d.]
- Six Romances avec accompaniment de piano-forte (c.1820)
- Śpiewka na dwa głosy. “Ah! jakiż to piękny kwiatek” (1829)
- Śpiewka na powrót Woysk Polskich. “Nie będę łez ronić” Mazurka (1822)
- Świtezianka (c.1829)
- Trzy śpiewy z poematu Adama Mickiewicza Wallenrod (1828)
- Wilija naszych strumieni rodzica (c.1830)

##### Lavori da camera
- Divertissement pour le pianoforte avec accompagnement de violon (1820)
- Sérénade pour le Pianoforte avec accompagnement de Violoncelle (1820)
- Thème varié (1821)

#### Lavori non pubblicati

##### Lavori per tastiera solista
- Bacchelia
- Contredance Le Philis
- Marche pas redouble pour le piano-forte
- Preludium B-dur
- Romance de la Reine Hortense
- Temat Wariacji b-moll

##### Lavori per voce e accompagnamento di pianoforte
- Kaźimierz Wielki
- Stefan Czarniecki

##### Lavori da camera
- Fanfara dwugłosowa na dwa rogi lub dwie trąbki [for two horns]

#### Attribuzione incerta, frammenti, arrangiamenti
- Jazmena (vocal part only)
- Pieśń na głos z fortepianem (possibly by Kazimiera Wołowska)
- Three arrangements of Polish folksongs: Coś tak oczki zapłakała (Mazurek), O ia mazur rodowity (Mazurek), Błysło słonko na Zachodzie

## Reputazione
Per la sua statura come pianista e grazie al suo salone, la Szymanowska sviluppò una forte rete di connessioni con alcuni dei più importanti compositori, musicisti e poeti del suo tempo, tra cui: Luigi Cherubini, Gioachino Rossini, Johann Hummel, John Field; Pierre Baillot, Giuditta Pasta; Johann Wolfgang von Goethe and Adam Mickiewicz. Hummel e Field dedicarono composizioni a lei. Si dice che Goethe si fosse profondamente innamorato di lei.  Il salone da lei fondato a San Pietroburgo attirava una folla particolarmente importante, aumentando il suo status di musicista di corte.

## Pubblicazioni moderne
- Album per pianoforte. Maria Szmyd-Dormus, ed. Kraków: PWM, 1990.
- 25 Mazurkas. Irena Poniatowska, ed. Bryn Mawr, PA: Hildegard, 1991.
- Music for Piano. Sylvia Glickman, ed. Bryn Mawr, PA: Hildegard, 1991.
- Six Romances. Maja Trochimczyk, ed. Bryn Mawr, PA: Hildegard, 1998.

## Discografia
- Szymanowska: Complete Dances for Solo Piano. Alexander Kostrita, piano. Grand Piano GP685, 2015
- Three Generations of Mazurkas: Polish dances for Piano by Szymanowska, Chopin, Szymanowski. Alexander Kostrita, piano. Divine Art DDA25123, 2014
- Maria Szymanowska: Complete Piano Works. Sławomir P. Dobrzański, piano. Acte Préalable AP0281-83, 2013 .
- Maria Szymanowska: Ballades & Romances. Elżbieta Zapolska, mezzo-soprano; Bart van Oort,  fortepiano Broadwood 1825. Acte Préalable AP0260, 2012 .
- Maria Szymanowska: Piano Works. Anna Ciborowska, piano. Dux, 2004.
- Szymanowska: Album. Carole Carniel, piano. Ligia Digital, 2005.
- Alla Polacca:  Chopin et l'école polonaise de piano. Jean-Pierre Armengaud, piano. Mandala: Distribution Harmonia Mundi, 2000.
- Inspiration to Chopin. Karina Wisniewska, piano. Denon, 2000.
- Riches and Rags: A Wealth of Piano Music by Women. Nancy Fierro, piano. Ars Musica Poloniae, 1993.